# Gascones
Gascones est une commune de la communauté de Madrid, en Espagne.